# Gorges de Baudinard
Soutěska Gorges de Baudinard se nalézá ve francouzském departementu Var na francouzské řece Verdon, kde po proudu řeky Verdon navazuje na mnohem známější soutěsku Gorges du Verdon. Soutěska Gorges de Baudinard se táhne od přehradního jezera Lac de Sainte-Croix k vesnici Quinson, přesněji řečeno až k přehradě Quinson. 
Kaňon Gorges de Baudinard začíná po proudu řeky Verdon od přehrady Lac de Sainte-Croix a končí u přehrady Quinson po 13 km. Tvoří ho samozřejmě soutěsky, ale také malé vodní plochy, jako je jezero Montpezat nebo jezero Artignosc. Soutěska gorges de Baudinard je méně velkolepá než Gorges du Verdon, její útesy jsou mnohem méně strmé a jejich výška se pohybuje od 100 do 150 metrů. Verdon také vyhloubil ve vápencových stěnách četné dutiny, které byly od pravěku využívány pravěkými lidmi. Pozůstatky nalezené v těchto jeskyních jsou všechny vystavovány v Muzeu pravěku v Quinsonu. Jeskyně byly obývány až do druhé světové války a údajně v nich našel útočiště i slavný provensálský Robin Hood Gaspard de Besse. Nyní jsou pro veřejnost uzavřeny.
Některé z jeskyní mají obrovské podzemní chodby, z nichž nejvýznamnější je bezpochyby "Grotte de l'Eglise", jejíž chodby se táhnou v délce téměř 1 400 metrů ve třech úrovních. V jeskyních byly nalezeny různé předměty z období neolitu a doby bronzové. Byly objeveny také četné jeskynní malby.
Gorges de Baudinard lze navštívit buď pěšky, ale na rozdíl od soutěsky Gorges du Verdon, kterou prochází turistická stezka sentier Blanc-Martel, není zde možnost pěšího prostupu soutěskou. Po levém břehu řeky Verdon vede po okrajích soutěsky turistická stezka "Sentier des Basses Gorges" dlouhá 13 km. Tato stezka začíná v místě "Saint-Jaume" v obci Baudinard-sur-Verdon a nabízí panoramatické výhledy jak do nitra kaňonu, tak na jezero Lac de Sainte-Croix a dále po proudu na jezera Quinson a Esparron. 
Druhou možností návštěvy soutěsky gorges de Baudinard je půjčit si kánoi nebo šlapadlo, a to u jezera Montpezat nebo Saint-Laurent-du-Verdon. Objeví se tak části soutěsky gorges de Baudinard, které nejsou odhaleny pěším turistům, kteří jdou výše po hraně útesů.

## Galerie

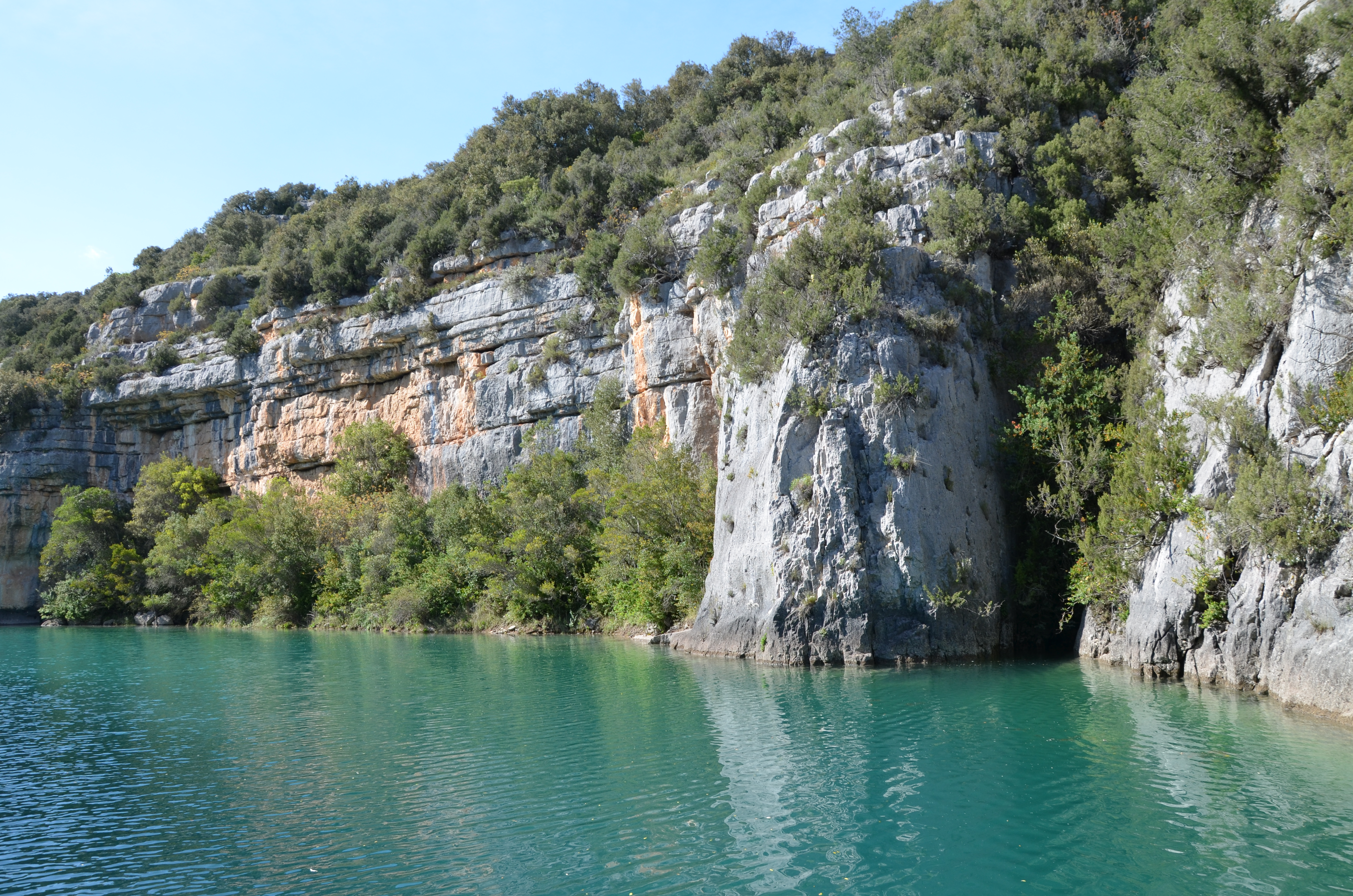
pohledy z plavby po soutěsce Gorges de Baudinard
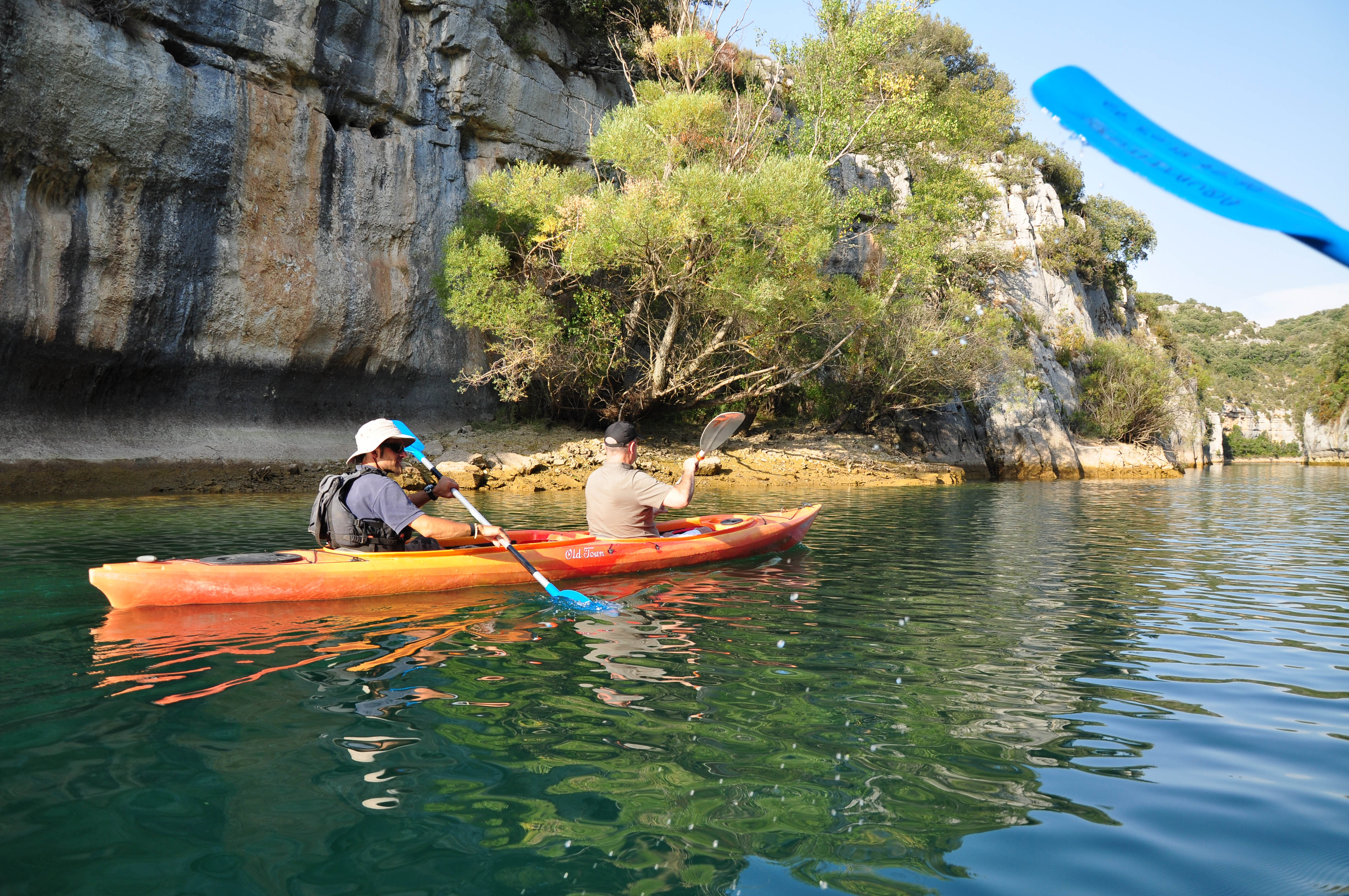
pohledy z plavby po soutěsce Gorges de Baudinard
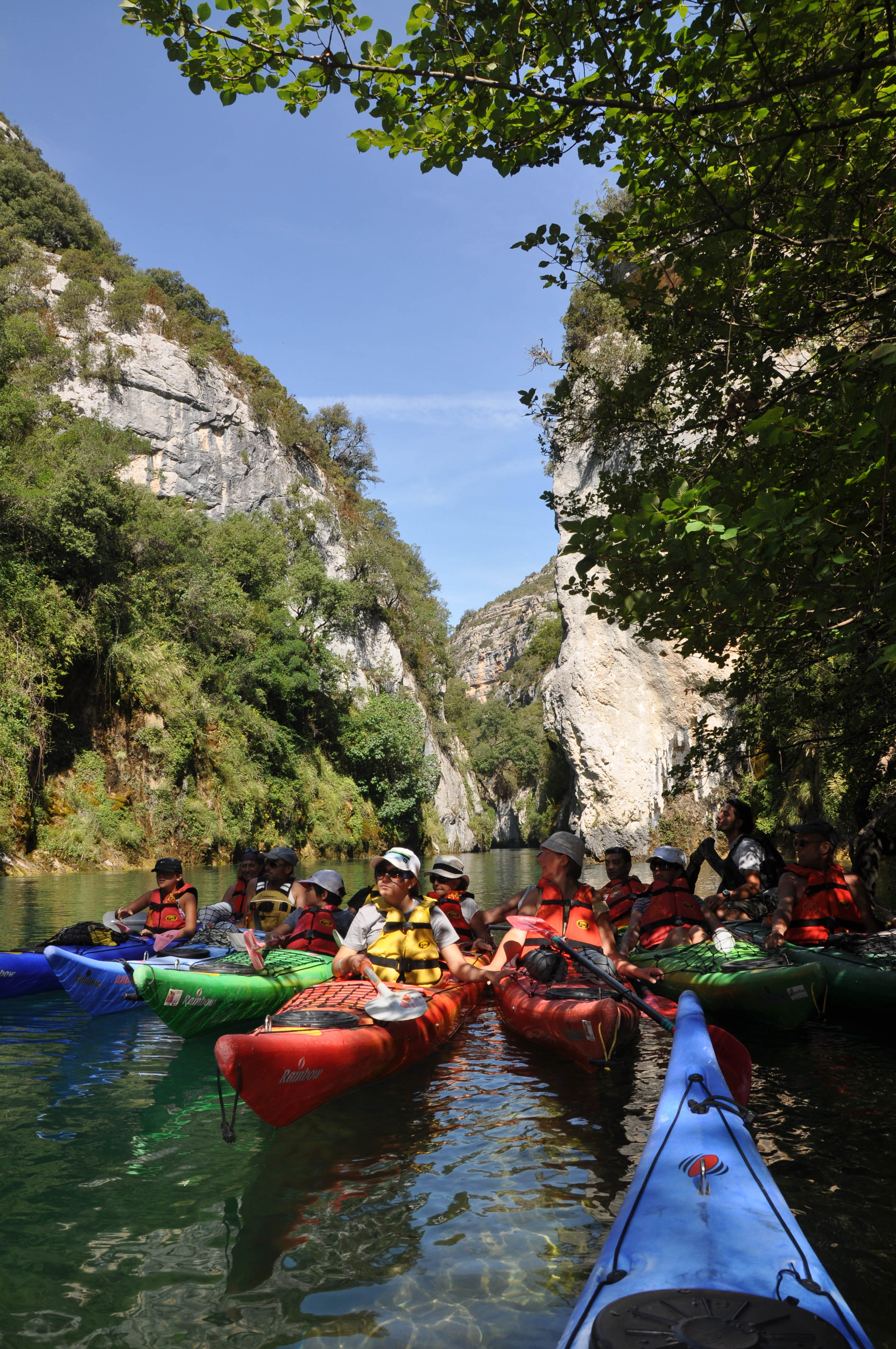
pohledy z plavby po soutěsce Gorges de Baudinard